# Катастрофа Ми-8 в Непале 3 марта 2008 года
Катастрофа Ми-8 в Непале 3 марта 2008 года — авиационная катастрофа транспортного вертолёта российской авиакомпании Вертикаль-Т с 3 членами экипажа и 7 пассажирами на борту, все 10 человек погибли.
Транспортный вертолёт Ми-8МТВ-1 миссии ООН, возвращавшийся из лагеря маоистов в Синдхули (восток Непала) в Катманду с сотрудниками миссии на борту (трое граждан Непала, а также граждане Гамбии, Индонезии, Южной Кореи и Швеции), столкнулся со склоном горы на высоте 1400 м во время полёта в условиях дождя.

## Сведения о воздушном судне и экипаже
Тип ВС = Ми-8МТВ-1

Регистрационный номер (id) ВС = RA-27019

Государство регистрации ВС = Россия

Дата выпуска ВС = 1985

Заводской номер ВС = 103М08

КВС = Орешенко Сергей Геннадьевич

Второй пилот = Малышев Дмитрий Вячеславович

Бортмеханик = Ямщиков Николай Анатольевич